# Iowa Energy 2009-2010
La stagione 2009-10 degli Iowa Energy fu la 3ª nella NBA D-League per la franchigia.
Gli Iowa Energy vinsero la East Conference con un record di 37-13. Nei play-off vinsero il primo turno con gli Utah Flash (2-1), perdendo poi in semifinale con i Tulsa 66ers (2-1).

## Roster
| N° | Naz.                   | Ruolo | Sportivo        | Anno | Alt. | Peso |
| -- | ---------------------- | ----- | --------------- | ---- | ---- | ---- |
| 6  | Stati Uniti (bandiera) | G     | Brian Evans     | 1982 | 185  | 84   |
| 6  | Stati Uniti (bandiera) | GA    | Othyus Jeffers  | 1985 | 196  | 91   |
| 7  | Stati Uniti (bandiera) | G     | Shy Ely         | 1987 | 196  | 93   |
| 10 | Stati Uniti (bandiera) | G     | Curtis Stinson  | 1983 | 191  | 98   |
| 13 | Stati Uniti (bandiera) | GA    | Sean Barnette   | 1986 | 196  | 100  |
| 13 | Stati Uniti (bandiera) | A     | Justin Bowen    | 1983 | 201  | 95   |
| 13 | Canada (bandiera)      | GA    | Denham Brown    | 1983 | 196  | 98   |
| 15 | Stati Uniti (bandiera) | G     | Pat Carroll     | 1982 | 196  | 91   |
| 18 | Stati Uniti (bandiera) | G     | Mark Tyndale    | 1986 | 196  | 95   |
| 22 | Stati Uniti (bandiera) | G     | Jeff Trepagnier | 1979 | 193  | 91   |
| 23 | Stati Uniti (bandiera) | GA    | Rashad Anderson | 1983 | 196  | 102  |
| 23 | Stati Uniti (bandiera) | AC    | Connor Atchley  | 1985 | 208  | 102  |
| 32 | Stati Uniti (bandiera) | A     | Earl Clark      | 1988 | 208  | 103  |
| 32 | Stati Uniti (bandiera) | A     | Taylor Griffin  | 1986 | 203  | 105  |
| 32 | Canada (bandiera)      | C     | Russell Hicks   | 1985 | 213  | 111  |
| 34 | Stati Uniti (bandiera) | GA    | Cartier Martin  | 1984 | 201  | 100  |
| 41 | Stati Uniti (bandiera) | C     | Courtney Sims   | 1983 | 211  | 104  |
| 41 | Stati Uniti (bandiera) | AC    | Darian Townes   | 1984 | 208  | 113  |
| 42 | Stati Uniti (bandiera) | C     | Earl Barron     | 1981 | 211  | 104  |
| 50 | Stati Uniti (bandiera) | A     | Marvin Phillips | 1983 | 201  | 104  |

## Staff tecnico
- Allenatore: Nick Nurse
- Vice-allenatori: Nate Bjorkgren, Keith Moore
- Preparatore atletico: Tim Moran